# Pterolophia freyi
Pterolophia freyi là một loài bọ cánh cứng trong họ Cerambycidae.